# Ionel Iacob-Bencei
Ionel Iacob-Bencei (n. Ionel Iacob, 18 decembrie 1940, satul Bencecu de Jos, comuna Pișchia, județul Timiș -  d. 26 ianuarie 2020, Timișoara) a fost un epigramist, poet, prozator, pamfletar, publicist, poet dialectal bănățean, realizator de emisiuni radio în grai bănățean, președintele Cenaclului de Satiră și Umor ”Ridendo” Timișoara, membru fondator și Membru de Onoare al Uniunii Epigramiștilor din România, membru în Uniunea Scriitorilor din România (2009), membru în Uniunea Scriitorilor din Republica Moldova (2008) și Cetățean de Onoare al comunei Pișchia (2008).

## Educație
A urmat școala primară în Bencecu de Jos și gimnaziul în comuna Pișchia, apoi a fost elev la Liceul „Constantin Diaconovici Loga” din Timișoara, avându-l coleg de clasă pe poetul Damian Ureche. Se lansează pe scena Clubului ”1 Mai” ca prezentator, recitator, actor amator, alături de orchestra condusă de Ioan Odrobot. Pasionat de teatru, în tinerețe frecventează Studioul actorului amator (1961, prof. actor Victor Odillo Cimbru) și Școala populară de artă Timișoara (1963, prof. actrița Geta Angheluță și regizor Dan Radu Ionescu. În paralel a activat în mai multe formații artistice, pregătindu-se pentru I.A.T.C.

## Activitate profesională
Primele creații sunt dialectale, pentru ca apoi să se remarce în genul satiric, cu preferință pentru epigramă. La scurt timp după debut adaugă numelui de familie pe cel de ”Bencei” (halta de cale ferată care face accesul către satul natal), semnătură care îl va consacra.
Frecventează cenaclurile „Ion Popovici Bănățeanu”, „Victor Eftimiu”, „Constantin Brâncuși”, Cercul de proză de pe lângă Biblioteca Județeană Timiș, Cenaclul de satiră și umor „Ridendo”. Devine membru al cenaclului în 1977,  apoi vicepreședinte (1982-1995), iar din ianuarie 1996 este președintele în exercițiu.
- Membru al Clubului „Cincinat Pavelescu” București (1981-1989)
- Membru fondator al Societății literar-artistice „Sorin Titel” (1989)
- Inițiator și membru fondator al Asociației Umoriștilor din Banat (1990)
- Membru fondator al Cenaclului radiofonic „Gura Satului” (1991)
- Membru al Societății culturale „Banatul” (1995)
- Membru fondator al Uniunii Epigramiștilor din România (1990)
- Membru de Onoare al Uniunii Epigramiștilor din România (2000)
- Membru al Uniunii Scriitorilor din Republica Moldova (2008)
- Membru al Uniunii Scriitorilor din România (2009)
- Cetățean de Onoare al Comunei Pișchia, jud. Timiș (2008)

În timp  devine o prezență constantă în cadrul concursurilor și festivalurilor epigramatice, fiind invitat ca membru/președinte în juriile multor manifestări de gen sau ca organizator al secțiunilor. După peste cinci decenii de activitate literar-artistică, are 15 volume de autor și apare în peste 80 de culegeri/antologii de umor. 
Un nume proeminent pentru graiul bănățean, Ionel Iacob-Bencei continuă drumul deschis de Victor Vlad Delamarina, Tata Oancea sau Marius Munteanu. Activitatea sa de scriitor dialectal este consolidată de aparițiile radio în Cenaclul Radiofonic ”Gura Satului”, demarat în 1991. Este invitat la festivaluri și concursuri în grai bănățean din Banatul sârbesc, cu care are o colaborare permanentă.
Pe versurile lui Ionel Iacob-Bencei, Mircea Aurel Ciugudean a compus „Valsul Timișoarei”.

## Volume de autor
- DIN serTARELE cenzURII (pamflete, cronici rimate, fabulă, parodii, epigrame),  Editura POPA’S  ART’, Timișoara, 1993
- Epigrame și epitafuri, Editura Mirton, Timișoara, 1994
- De la rondel la duel… epigramatic (rondeluri lirice și satirice, cronici rimate,poezie, proză  scurtă, parodii, epigrame), Editura Dacia Europa Nova, Lugoj, 1995
- Dă dor, dă jăle, dă drag (poezie și proză dialectală, poeme, parodii, pamflete, rondeluri), Editura Mirton, Timișoara, 1996
- Risipite prin sertare (interviuri, memorialistică, poezie dialectală, epigrame, cronici rimate), Editura POPA’S  ART’, Timișoara,        2004
- Epigrama iacobină de la începuturi până în …2006, Editura  EUROSTAMPA, Timișoara, 2007
- Robii pământului (evocări, interviuri, poezie dialectală, comentarii),  Editura EUROSTAMPA, Timișoara, 2007
- Satirice (cronici rimate rondeluri satirice, cuplete, pamflete), Editura EUROSTAMPA, Timișoara, 2008
- La învierea de apoi a... cailor (rondeluri, poeme), Editura EUROSTAMPA, Timișoara, 2009
- Traista cu amintiri (proză scurtă), Editura EUROSTAMPA, Timișoara, 2009
- Parodii, Editura EUROSTAMPA, Timișoara, 2010
- Florilegiu - 70 – epigrame, Editura EUROSTAMPA, Timișoara, 2010
- Epigrama iacobină 2, Editura EUROSTAMPA, Timișoara, 2012
- Din Bencec pîn’la Uzdin, poezie dialectală și pictură naivă din Banat,  Editura EUROSTAMPA, Timișoara, 2014
- Ce-mi șoptește mie muza, catrene epigramatice, Editura EUROSTAMPA, Timișoara, 2014
- Ascultaț cum bace vântu, poezie dialectală, Editura EUROSTAMPA, Timișoara, 2014, volum de laureat la concursul ”Marius Munteanu”
- Haidaț să cărăm tuleii (poezii umoristice în dialect bănățean), Editura Eurostampa, Timișoara, 2015
- 75 de primăveri (epigrame), Editura Mirton, Timișoara, 2015
- Rondeluri (versuri lirico-umoristice), Editura Singur, Târgoviște, 2016

## Volume colective
- Gura satului la Radio Timișoara (7 autori, vol. I, 210 pg., Editura Mirton, Timișoara, 1993)
- Gura satului la Radio Timișoara (7 autori, vol. II, 126  pg., Editura Mirton, Timișoara, 1994)
- Gura satului la Radio Timișoara (7 autori, vol. III, 116 pg., Editura Mirton, Timișoara, 1996)
- Ca-n sat la noi (poezie dialectală, în colaborare cu Ștefan Pătruț și Petru Chira), 120 pag., Editura Dacia Europa Nova, Lugoj, 1999
- Poezie în grai bănățean - Vol. I, ediție îngrijită de Aurel Turcuș, Editura Orizonturi universitare, Timișoara, 2009
- Gura satului la 20 de ani – Contemporanii, literatură dialectală, ediție îngrijită de Ioan Viorel Boldureanu, Editura Marineasa, 2010
- Antologia literaturii dialectale bănățene (poezie, proză, teatru) 1891-2011, Ediție îngrijită de Ioan Viorel  Boldureanu, Simion  Dănilă, Cornel Ungureanu, Editura Universității de Vest, Timișoara, 2011
- Concursul de literatură dialectală bănățeană ”Marius Munteanu”, Ediția I 2012-2013 – nominalizat, volum îngrijit de Ioan Viorel Boldureanu, Editura Eurostampa, Timișoara, 2012
- Interferențe epigramatice. Culegere de epigrame traduse, ediție îngrijită de Petre Cioclu (Israel), Editura Napoca Star, Cluj-Napoca, 2016

## Culegeri, antologii, scrieri îngrijite de autor
- Cățelușul Fulger-Viu, de Dimitrie Jega, apărută postum, Editura POPA’S  ART’, Timișoara, 1993
- Epigramiști din Banat (în colaborare cu Ion I. Mioc), Editura Excelsior, Timișoara, 2000
- Studenți(me)a văzută de epigramiști (în colaborare cu Prof. univ. dr. Ștefan Buzărnescu),  Editura 1 Aprilie Timișoara, 2003
- Ridendo–35 (volum aniversar, istoricul  Cenaclul de Satiră și Umor „Ridendo), Editura EUROSTAMPA, Timișoara, 2004
- In memoriam Dimitrie Jega (volum omagial), Editura EUROSTAMPA, Timișoara, 2006
- Timișoara, mon amour (culegere de umor cu ocazia aniversării a 38 ani de la înființarea cenaclului RIDENDO), Editura EUROSTAMPA,       Timișoara,  2007
- Zâmbete la Ridendo (culegere de umor cu ocazia aniversării a 39 ani de la înființarea cenaclului RIDENDO), Editura EUROSTAMPA, Timișoara,  2008
- Ridendo la 40 de ani (volum aniversar / antologic), Editura EUROSTAMPA, Timișoara,  2009
- Un senior al epigramei – Dimitrie Jega (plachetă memorială: epigrame, epitafuri, dueluri epigramatice, evocări), Editura EUROSTAMPA, Timișoara,  2012
- Cățelușul Fulger-Viu de Dimitrie Jega, (ediția a II-a),  Editura EUROSTAMPA, Timișoara,  2012
- Studenți(me)a văzută de epigramiști, ediția a II-a, Editura de Vest, Timișoara, 2010
- Studenți(me)a văzută de epigramiști, ediția a III-a (în colaborare cu Prof. univ. dr. Ștefan Buzărnescu), Editura de Vest, Timișoara, 2013
- Psihologia, piesă logico-umoristică (culegere de epigrame în colaborare   cu prof. univ. dr. Ștefan Buzărnescu), Editura Nagard, Lugoj, 2014
- Ridendiștii de azi, volum aniversar la 45 de ani ai Cenaclului RIDENDO, Editura EUROSTAMPA, Timișoara,  2014

În timp colaborează cu diferite publicații, printre care Orizont, Urzica, Perpetuum comic, Renașterea bănățeană, Tăt Banatu-i fruncea, ”Merci, Pardon, Scuzați”, Redeșteptarea, Epigrama, AG pe rime, Viața Buzăului etc. De-a lungul carierei i-au fost  conferite peste 100 de distincții și premii, printre care:

## Premii
- Premiul pentru creație literară satirică. Etapa republicană, 1987
- Premiul I pentru literatură umoristică Băilești, 1988
- Diploma de excelență, Festivalul „Constantin Tănase”, Vaslui, 2004
- Premiul pentru poezie dialectală, Caransebeș, 1994
- Premiul I (Vișeu de Sus), Premiul II (Bistrița), Premiul III (Buzău), toate în 2007, pentru volumul „Epigrama iacobină de la începuturi până în… 2006”
- Premiul I pentru interpretare la Festivalul de Umor „Gura Satului” (Macea/Arad), 2007
- Premiul pentru cel mai bun management al unui cenaclu umoristic, acordat de Uniunea Epigramiștilor din România în 2009
- Diplomă de Gratitudine, acordată de Uniunea Epigramiștilor din România, pentru creație proprie, promovarea epigramei românești contemporane, organizarea de festivaluri naționale și activitate managerială de cenaclu, 2014
- Marele Premiu al Culturii Românilor „Podul lui Traian”, Societatea Literar-Artistică „TIBISCUS”, Uzdin/Serbia, 2015